# Метелик (фільм, 1977)
«Метелик» (груз. «პეპელა») — сьома радянська комедійна новела з циклу короткометражних фільмів про веселі пригоди трьох дорожніх майстрів, знята кіностудією «Грузія-фільм» в 1977 році.

## Сюжет
Новела про трьох веселих дорожніх майстрів, які допомагають красивій дівчині ловити метеликів. Дорожні майстри, втомлені після робочого дня, несподівано побачили у полі симпатичну дівчину. Опинившись поруч з нею, вони, як діти, стали ганятися за метеликами, поки красуню не відвіз на білих «Жигулях» щасливий суперник новоявлених ентомологів. На згадку про чудесну зустрічі на дорозі залишилася розмітка у вигляді метеликів, що пурхають…

## У ролях
- Ліка Кавжарадзе — дівчина
- Кахі Кавсадзе — Бесо
- Баадур Цуладзе — Гігла
- Гіві Берікашвілі — Абессалом
- Картлос Марадаїшвілі — приятель дівчини

## Знімальна група
- Режисери — Нінель Ненова-Цулая, Гено Цулая
- Сценарист — Реваз Габріадзе
- Оператор — Олександр Суламанідзе
- Композитор — Гено Цулая
- Художник — Дінара Нодія